# Pável Derzhavin (2020)
El Pável Derzhavin (en ruso: Павел Державин), con designación oficial romanizada RFS 363 «Pavel Derzhavin», es un buque patrullero tipo corbeta del Proyecto 22160, también conocida como clase Vasili Bíkov, siendo el tercer buque de su clase, por detrás del Vasily Býkov y el Dimitri Rogachev.
Su nombre se debe a Pável Ivánovich Derzhavin, un militar soviético que participó en la Segunda Guerra Mundial, destacándose al mando de la flota de Azov en la Operación Kerch-Eltigen, que le valió el título de Héroe de la Unión Soviética.

## Diseño
Mide 94 m de eslora. El buque tiene una manga de 14 m y un calado de 3,4 metros. Se desplaza 1.700 toneladas a una velocidad de entre 25 y 30 nudos (46 a 56 km/h) con una autonomía aproximada de 10.000 km o 60 días. Se impulsa con una potencia de 1.200 caballos, utilizando un motor diésel de 6.000 cv y dos turbinas de gas de refuerzo, así como una unidad eléctrica formada por cuatro generadores diésel. Su tripulación consta de 60 personas.
Su arma principal es un cañón automatizado AK-176MA de 76,2 mm. Cuenta con un amplio sistema de defensa antiaérea y naval, con 2 ametralladoras MTPU tipo Vladimirov de 14,5 mm, varios sistemas de lanzagranadas automáticos DP-65 de 10 proyectiles y dos cañones DP-64 para repeler abordajes.
Adicionalmente, la estructura del buque está preparada para utilizarse como lanzamisiles de los sistemas 3S90M VLS y S-300. También cuenta con un hangar con espacio suficiente para albergar un helicóptero modelo Ka-27 o Ka-226, así como espacio de almacenaje suficiente para poder albergar drones.
Durante la guerra ruso-ucraniana, a los buques del proyecto 22160 se les instaló un sistema lanzamisiles Tor-M1 en el hangar con el fin de poder usarse de lanzadera para los misiles 3K95 «Kinzhal», se cree que el Pável Derzhavin fue el primero en recibir esta instalación en junio de 2022.

## Historial
A diferencia de los dos primeros buques de su clase, el Pável Derzhavin no fue construido en el astillero de Zelenodolsk, sino que fue construido en el astillero Zaliv, en Kerch. Su construcción comenzó el 18 de febrero de 2016 y terminó el 21 de febrero de 2019. Realizó las pruebas en alta mar a mediados de 2020, desplazándose entre Novorosíisk y Sebastopol.
Fue asignado a la Flota del Mar Negro el 27 de noviembre de 2020, con acuartelamiento en la base naval de Novorosíisk.
En verano de 2021, monitorizó junto a la Vasily Býkov a buques de la OTAN frente a las costas ucranianas, donde se encontraban haciendo ejercicios conjuntos con la Armada de Ucrania.

### Campaña del Mar Negro
Con el inicio de la invasión rusa de Ucrania, Turquía cerró el estrecho del Bósforo a las naves militares, por lo que los buques rusos de la Flota del Mar Negro quedaron desde entonces en él como parte del operativo naval ruso en la invasión sin posibilidad de retirarse de la zona.
El 11 y el 13 de octubre de 2023, la corbeta rusa Pável Derzhavin recibió ataques por parte de drones marítimos ucranianos (un Sea Baby el 11 y dos MAGURA V5 el 13) que indicaron haber «dañado gravemente» al buque. Sin embargo, el mismo día 13 de octubre de 2023, la Pável Derzhavin fue vista realizando ejercicios militares frente a las costas de Sebastopol.